# Muaro Panco Barat
Muaro Panco Barat is een bestuurslaag in het regentschap Merangin van de provincie Jambi, Indonesië. Muaro Panco Barat telt 1374 inwoners (volkstelling 2010).